# Stendardo del Santissimo Sacramento
Lo stendardo processionale del Santissimo Sacramento è un dipinto del Romanino realizzato probabilmente fra il 1535 e il 1540 per i membri della scuola del Santissimo Sacramento attiva nella chiesa dei Santi Faustino e Giovita a Brescia, dove disponeva anche di un altare fisso. La tela è dipinta su entrambi i lati: su uno è raffigurata la scena della Risurrezione, sull'altro la Messa di Sant'Apollonio. Lo stendardo veniva issato su un'asta e portato annualmente in processione durante la festività del Corpus Domini. Dal 1965 si trova appeso tramite sostegni fra due colonne della navata sinistra della chiesa, in modo che siano visibili entrambi i lati.

## Storia

Il lato della Resurrezione

Lo stendardo viene realizzato dal pittore, come detto, per la scuola del Santissimo Sacramento presente nella chiesa dei Santi Faustino e Giovita, ai cui membri era affidato un altare per le proprie funzioni. La confraternita, alla festività del Corpus Domini, issava lo stendardo su un'asta e lo portava in processione per la città, assieme ad altri oggetti ed emblemi. L'opera viene registrata in molte guide dell'epoca, in particolare viene segnalata da Giulio Antonio Averoldi, che nel 1700 vede nella cappella il Compianto sul Cristo morto (oggi perduto) sull'altare, lo stendardo appeso sul lato della Risurrezione e la copia, eseguita da Girolamo Fausti nel Seicento, del lato della Messa di Sant'Apollonio, "di maniera moderna di che ha tentato andar dietro al gusto dello stesso Romanino", appesa sulla parete opposta della cappella.
L'Averoldi, evidentemente, ignorava che lo stendardo avesse due facce e, di conseguenza, non poteva identificare il dipinto del Fausti come la copia del lato nascosto. La tela era stata forse approntata nella prima metà del Seicento, quando la scuola del Santissimo Sacramento aveva condotto i lavori di rinnovo di arredi e decori della cappella, nell'ambito della radicale ricostruzione della chiesa. Tra l'altro, questa confusione fra i due dipinti, forse influenzata anche dagli stessi scritti dell'Averoldi, permane praticamente in tutta la letteratura artistica settecentesca e ottocentesca.
Il primo critico del Novecento a segnalarne la presenza è Antonio Morassi, nel 1939, che riconosce finalmente entrambe le facce e ne loda l'alta qualità artistica. L'epoca di realizzazione del dipinto viene ipotizzata per la prima volta durante un'importante mostra sull'autore tenutasi nel Duomo vecchio di Brescia nel 1946, durante la quale vengono esposti tutte le tele e le opere del Romanino che erano rimaste a lungo nascoste in cantine e magazzini per salvarle dagli eventuali danni della seconda guerra mondiale. I curatori della mostra, Gaetano Panazza e Camillo Boselli, collocano pertanto il dipinto agli anni 1522-1525, a causa delle nette derivazioni, sulla faccia della Risurrezione, dal Polittico Averoldi di Tiziano, installato proprio nel 1522 nella collegiata dei Santi Nazaro e Celso. Viene inoltre osservato che il lato della Messa di Sant'Apollonio, similmente, presenta forti analogie con la tela omonima conservata nella chiesa di Santa Maria in Calchera, coeva.
Nel 1965, in occasione di un'altra mostra sull'autore, lo stendardo viene restaurato e, analizzando più profondamente la tecnica esecutiva, la data di realizzazione dell'opera viene spostata, dallo stesso Panazza, di circa vent'anni, al periodo 1535-1540. Il motivo, dedotto dai particolari emersi dopo il restauro, è "una grafia più insistita, per certo scorci rappresi, per gli effetti di luce serale o notturna, per il divertimento a creare giochi di riflessi serici sulle vesti mentre la pasta pittorica si addensa sulle mani, ad esempio, in grumi di colore-luce". La conclusione non è comunque unanime: non convince ad esempio il critico Alessandro Nova, il quale nel 1994 scrive che "sono proprio i confronti con opere di soggetto analogo ad escludere una collocazione dello stendardo nel terzo decennio del Cinquecento". Il Nova, dopo aver quindi analizzato a fondo i particolari dell'opera, sposta la data di realizzazione di ancora un decennio, al 1540-1545. La maggior parte della critica attuale, comunque, rimane orientata verso il periodo 1535-1540.
Dopo il restauro del 1965, lo stendardo trova finalmente una posizione idonea e stabile: tramite sostegni in ferro, viene sistemato nell'ultimo intercolumnio del colonnato interno sinistro della chiesa, in modo da rendere correttamente visibili entrambi i lati. La copia di Girolamo Fausti, invece, esiste ancora ma si trova appesa nell'ambiente di passaggio tra la chiesa e la sagrestia.

## Descrizione

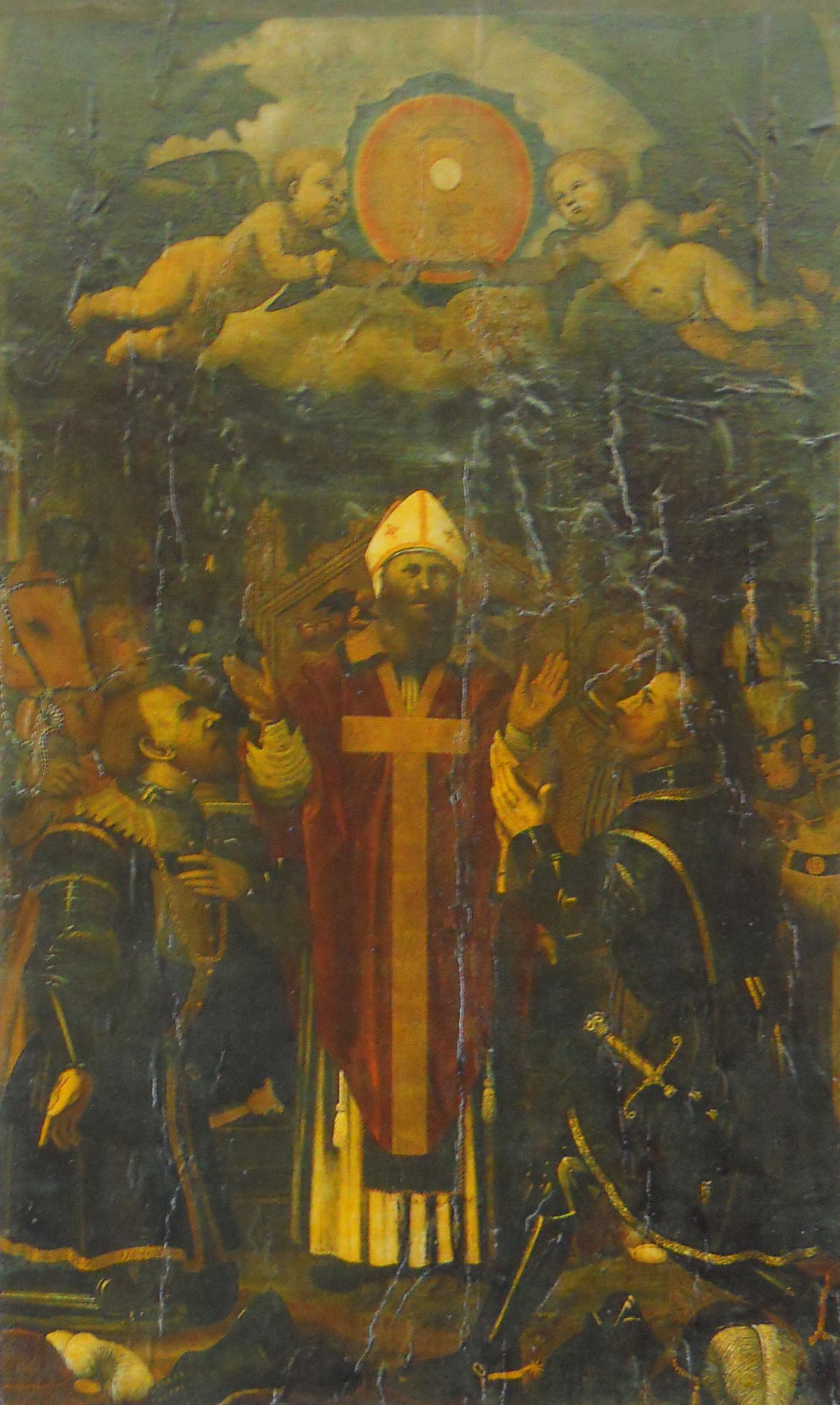
La copia di Girolamo Fausti

Il lato della Risurrezione è incentrata appunto sul tema della Risurrezione di Gesù, quando Cristo, risorto, lascia il sepolcro dove era stato deposto il suo corpo, tre giorni prima. La raffigurazione segue l'iconografia ricorrente che vede Gesù in posizione trionfale sopra la pietra del sepolcro, circondata da un gruppo di soldati romani addormentati. Il paesaggio circostante è in ombra e il cielo nuvoloso, ma all'orizzonte si vedono le luci dell'alba. Gesù è posto a mezz'aria sulla pietra del sepolcro, circondato da un velo e recante uno stendardo. In basso si vedono i soldati addormentati, resi con efficacia, in particolare quello a destra, appoggiato direttamente sulla pietra e con il capo reclinato sul braccio.
Il lato della Messa di Sant'Apollonio riprende invece un episodio "eucaristico" molto noto all'epoca, tratto dalla Legenda del Sancto Faustino e Jovita stampata a Brescia nel 1490: Sant'Apollonio, vescovo della città nel II secolo, trovandosi una notte privo degli oggetti necessari per celebrare la messa, dopo aver pregato assieme ai santi Faustino e Giovita, miracolosamente liberati dal carcere e da lui battezzati, ebbe in dono dal cielo una tovaglia, le ostie, il calice e quattro lumi per far luce a tutto il popolo di Brescia. Nella scena si vede quindi Apollonio affiancato da Faustino e Giovita, in atteggiamento di preghiera, mentre ricevono il Santissimo Sacramento portato da due angeli incensanti, calati dall'alto fra le nuvole. Sullo sfondo si vedono due uomini e due cavalli, più il trono di Apollonio direttamente dietro il personaggio. Resi in modo assolutamente pregevole sono gli effetti di luce sui tessuti cangianti delle vesti dei personaggi, in particolare sulla tunica di Sant'Apollonio e sulla veste di San Faustino, a destra. Di forte realismo, quasi metallico, sono invece le tre aureole dei santi, quasi invisibili a una prima occhiata.